# 21648 Ґравеншейк
21648 Ґравеншейк (21648 Gravanschaik) — астероїд головного поясу, відкритий 12 липня 1999 року.
Тіссеранів параметр щодо Юпітера — 3,350.